# 嬌生花形介
嬌生花形介（学名：Cytheromorpha chiaoshenga）为粗面介科花形介屬下的一个种。